# Dimitri Foulquier
Dimitri Foulquier (Sarcelles, 23 maart 1993) is een Frans voetballer die doorgaans als rechtsback speelt. Hij verruilde Granada in augustus 2021 voor Valencia. Foulquier debuteerde in 2018 in het Guadeloups voetbalelftal.

## Clubcarrière
Foulquier speelde in de jeugd van Capesterre Belle-Eau, Marquisat Capesterre en vanaf 2007 Stade Rennais. Hiervoor debuteerde hij op 2 oktober 2011 in de Ligue 1, tegen Lille OSC. Hij speelde dat seizoen twee speelronden en vijftien in 2012/13. Stade Rennais verhuurde hem in 2013/14 vervolgens voor een jaar aan Granada. Hier ging hij voornamelijk dienen als invaller.
Foulquier tekende in juli 2014 definitief bij Granada. Hij bleef in de jaren die volgden gemiddeld ruim twintig wedstrijden per seizoen spelen, maar begon daarin aanzienlijk vaker in de basis. Nadat hij met Granada uit de Primera División degradeerde, verhuisde Foulquier in augustus 2017 naar Watford, net als Granada eigendom van Gino Pozzo. Twee dagen na het zetten van zijn handtekening vertrok hij voor een jaar op huurbasis naar Strasbourg. Daarna volgden een jaar op huurbasis bij Getafe en vanaf januari 2020 een halfjaar op huurbasis bij Granada. Dat lijfde hem in augustus 2020 opnieuw op permanente basis in.
Foulquier stond in seizoen 2020/21 voor het eerst in zijn profcarrière meer dan dertig speelronden in de basis. Granada en hij werden dat jaar negende. Zijn teamgenoten en hij bereikten daarnaast ook de kwartfinale van de Europa League. Foulquier tekende in augustus 2021 vervolgens voor vier jaar bij Valencia. Hiermee bereikte hij in zijn eerste seizoen de finale van de Copa del Rey. Die ging verloren omdat Real Betis de beslissende strafschoppenreeks won. Foulquier eindigde in 2022/23 twee punten boven de degradatiestreep met Valencia.

## Interlandcarrière
Foulquier maakte deel uit van alle Franse nationale jeugdselecties vanaf Frankrijk –18. Hij nam met Frankrijk –19 deel aan het EK –19 van 2012 en won met Frankrijk –20 het WK –20 van 2013. Vier jaar na zijn laatste wedstrijd voor Frankrijk –21 ging hij in op een uitnodiging van bondscoach Jocelyn Angloma om international van Guadeloupe te worden.

## Erelijst
| Wereldkampioen –20 | 1x | 2013 |

1 Doménech ·
2 Caufriez ·
3 Mosquera ·
4 Diakhaby ·
5 Barrenechea ·
6 Guillamón ·
7 Canós ·
8 Guerra ·
9 Duro ·
10 Almeida ·
11 Mir ·
12 Correia ·
13 Dimitrievski ·
14 Gayà  ·
15 Tárrega ·
16 López ·
17 Gómez ·
18 Pepelu ·
20 Foulquier ·
21 Vázquez ·
22 Rioja ·
23 Pérez ·
24 Gąsiorowski ·
25 Mamardasjvili ·
30 Valera ·
Coach: Baraja